# John Worthington (homme politique britannique)
Sir John Vigers Worthington (28 décembre 1872 - 16 juin 1951) est un chirurgien et homme d'affaires britannique, qui s'est ensuite lancé en politique. Il siège au Parlement au début des années 1930, en tant qu'adjoint non rémunéré du premier ministre Ramsay MacDonald.

## Carrière médicale
La famille de Worthington vient de Lowestoft, Suffolk, et son père est un chirurgien. Il est envoyé à l'école publique, en commençant à Woodbridge School, puis à Haileybury . Worthington cherche d'abord à suivre la profession de son père, étudiant la médecine à la London Hospital Medicine School. En 1892, Worthington remporte un prix de 3 £ en anatomie pratique; il se qualifie comme chirurgien en 1895 en passant le diplôme conjoint. Il trouve un emploi comme assistant démonstrateur en anatomie à l'école et est également chirurgien officiel de la Mission to Deep Sea Fishermen .

## Carrière dans les affaires
Insatisfait de la carrière médicale, Worthington part en 1901 pour rejoindre la Dunlop Rubber Company avec laquelle il reste pendant 20 ans. Il travaille comme surintendant technique des usines et, en mars 1916, est nommé directeur de l'entreprise  puis directeur de Dunlop America. Il est surintendant technique de la société pendant deux ans, mais en raison de problèmes de santé, il est forcé de démissionner de ce poste et de ses mandats d'administrateur en octobre 1920 . Il est ensuite associé à la Moran Tea Company .

## Carrière politique
Selon la nécrologie de Worthington dans le Times, il est mécontent des politiques économiques du gouvernement travailliste, un mécontentement qui augmente après le rapport du comité de mai . Il décide de se présenter au Parlement et rejoint le groupe de membres du Parti travailliste qui soutiennent la décision de Ramsay MacDonald de former le gouvernement national. Après le déclenchement d'une élection générale en octobre 1931, Worthington est désigné comme candidat national travailliste pour la circonscription de Forest of Dean alors que le candidat du Parti conservateur, Richard Tufnell, se retire de l'élection . Worthington affronte le député travailliste en exercice, David Vaughan, et réussit à gagner les élections avec une majorité de 1 524 voix, considérée comme un «résultat exceptionnel» par le Times .

## Parlement
En décembre 1931, Worthington accepte l'offre de Ramsay MacDonald d'être son secrétaire parlementaire privé, un poste non rémunéré qui l'amène à rester en contact avec l'opinion des députés d'arrière-ban soutenant le gouvernement . Occupé par ce poste, ce n'est qu'en avril 1932 qu'il prononce son premier discours en faveur du Wheat Bill, qui accorde une subvention aux agriculteurs cultivant du blé . Le mois suivant, il attire l'attention sur le bon exemple donné par le Parlement en utilisant du carburant sans fumée et déclare qu'il soutiendrait une législation visant à rendre le carburant sans fumée obligatoire pour les maisons londoniennes au-dessus d'un certain niveau de location . Worthington soutient également fortement l'utilisation de la location-vente .
Une maladie grave en 1933 restreint l'activité politique de Worthington  et au début de 1934, il doit faire face à un coup dur économique dans sa circonscription lorsque les propriétaires de Lightmoor Colliery à Cinderford ferment l'entreprise. Worthington organise une conférence avec leurs représentants, qui acceptent de retarder la fermeture dans l'espoir que les travailleurs pourraient être transférés à la mine de charbon Northern United voisine lorsqu'elle serait prête à ouvrir . Il soutient fermement le projet de loi sur les zones déprimées (développement et amélioration) à la fin de 1934, tout en demandant que sa portée soit étendue à sa propre circonscription . Il soutient l'augmentation des droits d'importation sur l'acier, critiquant les sidérurgistes pour leur "indifférence totale" envers les mineurs et espérant que l'augmentation des droits permettrait aux mines de la forêt de Dean de fonctionner à nouveau .
Au début de l'été 1934, Worthington prend l'initiative de créer un «Comité national» à Forest of Dean qui permettrait à ses propres partisans du Parti travailliste national de rencontrer des membres locaux du Parti conservateur et des ressortissants libéraux, en vue d'une coopération plus facile . Lorsque Ramsay MacDonald quitte son poste de premier ministre en juin 1935, Worthington (qui est resté son secrétaire privé parlementaire tout au long) reçoit un titre de chevalier dans la liste des honneurs de démission de MacDonald. Il fait face à une forte opposition aux élections générales de 1935, compte tenu de la tradition du Parti travailliste de la circonscription et de la désignation d'un candidat local. Worthington est battu par 4 431 voix .
Worthington reste intéressé par la politique et craint en 1936 que le gouvernement national ait du mal à conserver son soutien parmi les électeurs progressistes, surtout si ses candidats devaient se présenter en tant que conservateurs . Lorsque le ministre national du Travail JH Thomas démissionne de son siège à Derby peu de temps après, Worthington devait être nommé candidat national travailliste pour les élections partielles  mais ne se présente finalement pas et reste vice-président de l'Organisation nationale travailliste .